# Okno do dvora
Okno do dvora (v originále Rear Window) je americký mysteriózní film z roku 1954. Natočil jej Alfred Hitchcock podle scénáře Johna Michaela Hayese, který byl adaptací povídky „It Had to Be Murder“ od Cornella Woolriche. Ve filmu hráli například James Stewart, Grace Kellyová a Thelma Ritter. Ve filmu se objevil také samotný Hitchcock. Hudbu k němu složil Franz Waxman. Distribuovala jej společnost Paramount Pictures. Snímek byl ve čtyřech kategoriích neúspěšně nominován na Oscara.